# Saqqarmiut (Nanortalik)
Saqqarmiut [ˌsɑˈqːɑmːiut] (nach alter Rechtschreibung Sarĸarmiut) ist eine wüst gefallene grönländische Siedlung im Distrikt Nanortalik in der Kommune Kujalleq.

## Lage
Saqqarmiut liegt an der Südküste von Christian IV Ø an der Mündung der Fjorde Tannera und Qilakitsoq. 24 km nordwestlich liegt mit Aappilattoq der nächstgelegene Ort.

## Geschichte
Saqqarmiut wurde vor 1880 besiedelt. 1900 lebten 23 Menschen am Wohnplatz. Innerhalb der nächsten zwanzig Jahre wurde Saqqarmiut wieder aufgegeben.